# Bahnhof Rikubetsu
Der Bahnhof Rikubetsu (jap. 陸別駅, Rikubetsu-eki) ist ein ehemaliger Bahnhof auf der japanischen Insel Hokkaidō. Er befand sich in der Unterpräfektur Tokachi auf dem Gebiet der Stadt Rikubetsu und war von 1911 bis 2006 in Betrieb. Seit 2008 wird er als Eisenbahnmuseum genutzt.

## Beschreibung

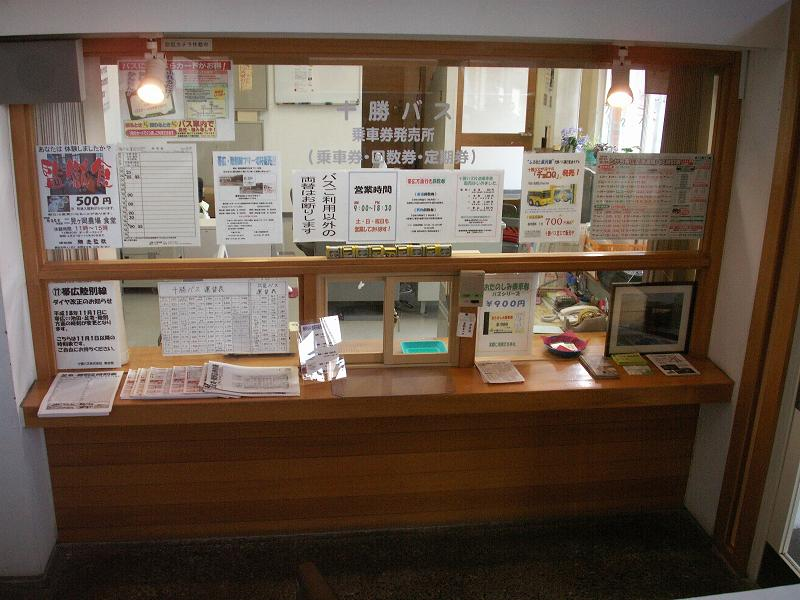
Bahnhofsschalter, heutiges Businformationszentrum (Oktober 2006)

Rikubetsu war ein Anschlussbahnhof an der Furusato-Ginga-Linie von Ikeda nach Kitami. Der Bahnhof lag im Stadtzentrum und war von Südosten nach Nordwesten ausgerichtet. Nach Osten zweigte die Rikubetsu-Waldbahn ab, nach Westen die Toma-Waldbahn. Dem Personenverkehr dienten drei Gleise. Diese lagen am Hausbahnsteig und an einem Mittelbahnsteig, der durch eine Überführung mit dem Empfangsgebäude an der Nordostseite der Anlage verbunden war. Südlich des Bahnhofs erstreckten sich weitläufige Holzlagerplätze und holzverarbeitende Industriebetriebe, die durch mehrere Gütergleise erschlossen wurden.
Das frühere Empfangsgebäude ist heute eine Raststätte (Michi no eki) und trägt den Namen Aurora Town 93 (オーロラタウン93). Es umfasst neben den üblichen Einrichtungen auch ein kleines Hotel (Aurora House), Verkaufsschalter der Busgesellschaften Hokkaidō Bus und Kitami Bus sowie ein Touristeninformationszentrum. Hinzu kommt ein kleines Museum über den Mediziner Seki Kansai (1830–1912), der bei der Erschließung der Region eine bedeutende Rolle spielte.

## Eisenbahnmuseum

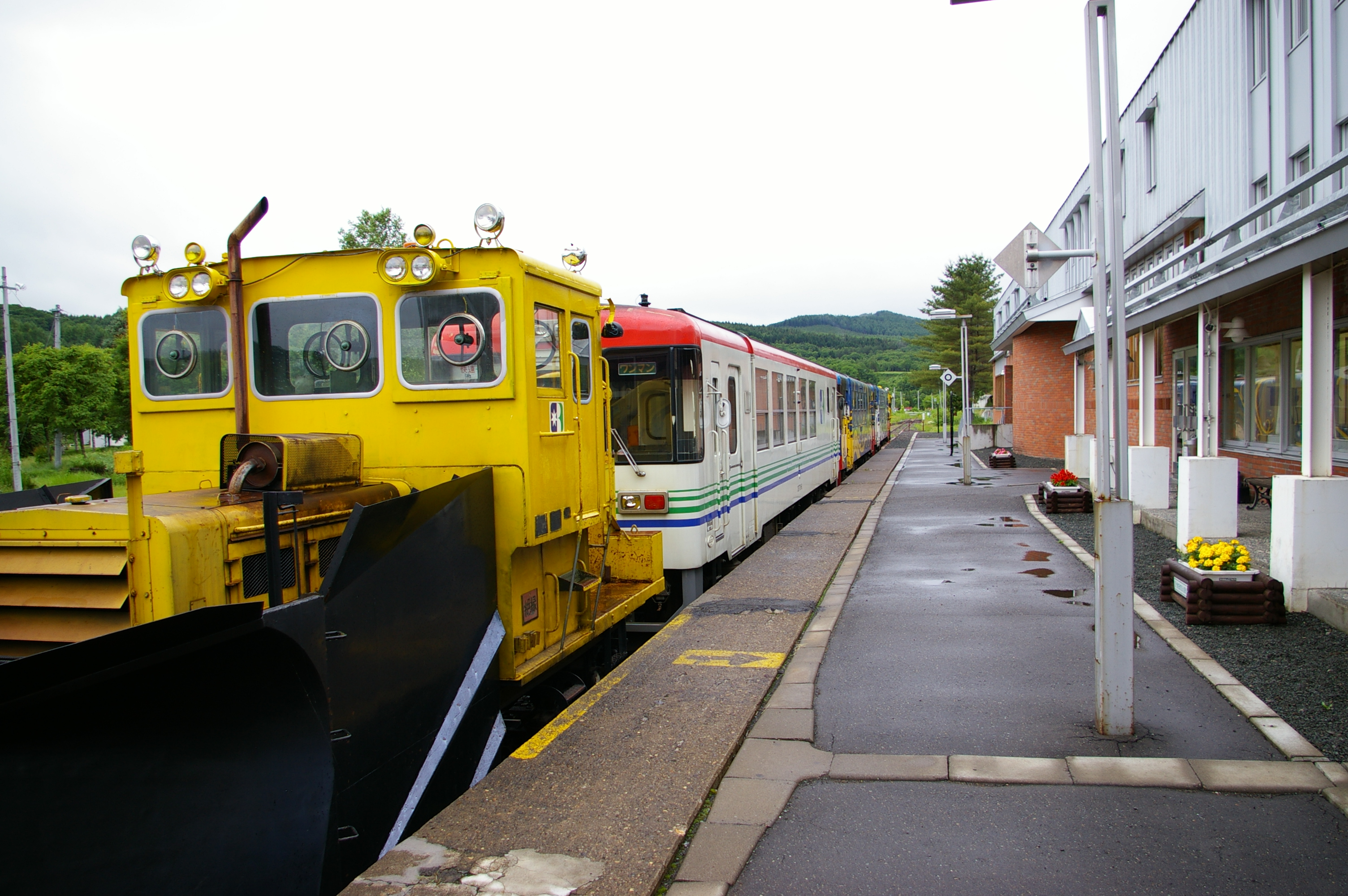
Schneeschleuder

Das Bahnhofareal, das weiterhin unterhalten wird, ist Standort des Eisenbahnmuseums Furusato-Ginga-sen Rikubetsu Tetsudō (ふるさと銀河線りくべつ鉄道). Es wird seit 2008 von der Industrie- und Handelskammer der Stadt Rikubetsu betrieben und ist täglich von Ende April bis Ende Oktober geöffnet. Ausgestellt werden mehrere Fahrzeuge der ehemaligen Bahngesellschaft Hokkaidō Chihoku Kōgen Tetsudō, die auf der Furusato-Ginga-Linie verkehrten. Es sind dies je zwei Dieseltriebwagen der Baureihen CR 70 und CR 75, eine Schotterplaniermaschine, ein Schleifwagen und eine Schneeschleuder.
An Wochenenden und Feiertagen werden verschiedene Arten von „Fahrerlebnissen“ angeboten. Nach einer Einführung und unter Anleitung können Besucher am Steuer eines Dieseltriebwagens sitzen und mit diesem eigenhändig fahren. Der „S-Kurs“ im Bahnhofsbereich dauert 15 Minuten und ist für Anfänger gedacht. Der darauf basierende „L-Kurs“ für Fortgeschrittene dauert 80 Minuten und beinhaltet eine Fahrt von rund 500 Metern Länge. Ebenfalls 80 Minuten dauert der „Galaxy-Kurs“; dabei können Personen, die bereits den L-Kurs absolviert haben, eine Strecke von rund 1,6 km in Richtung Kitami befahren.

## Geschichte

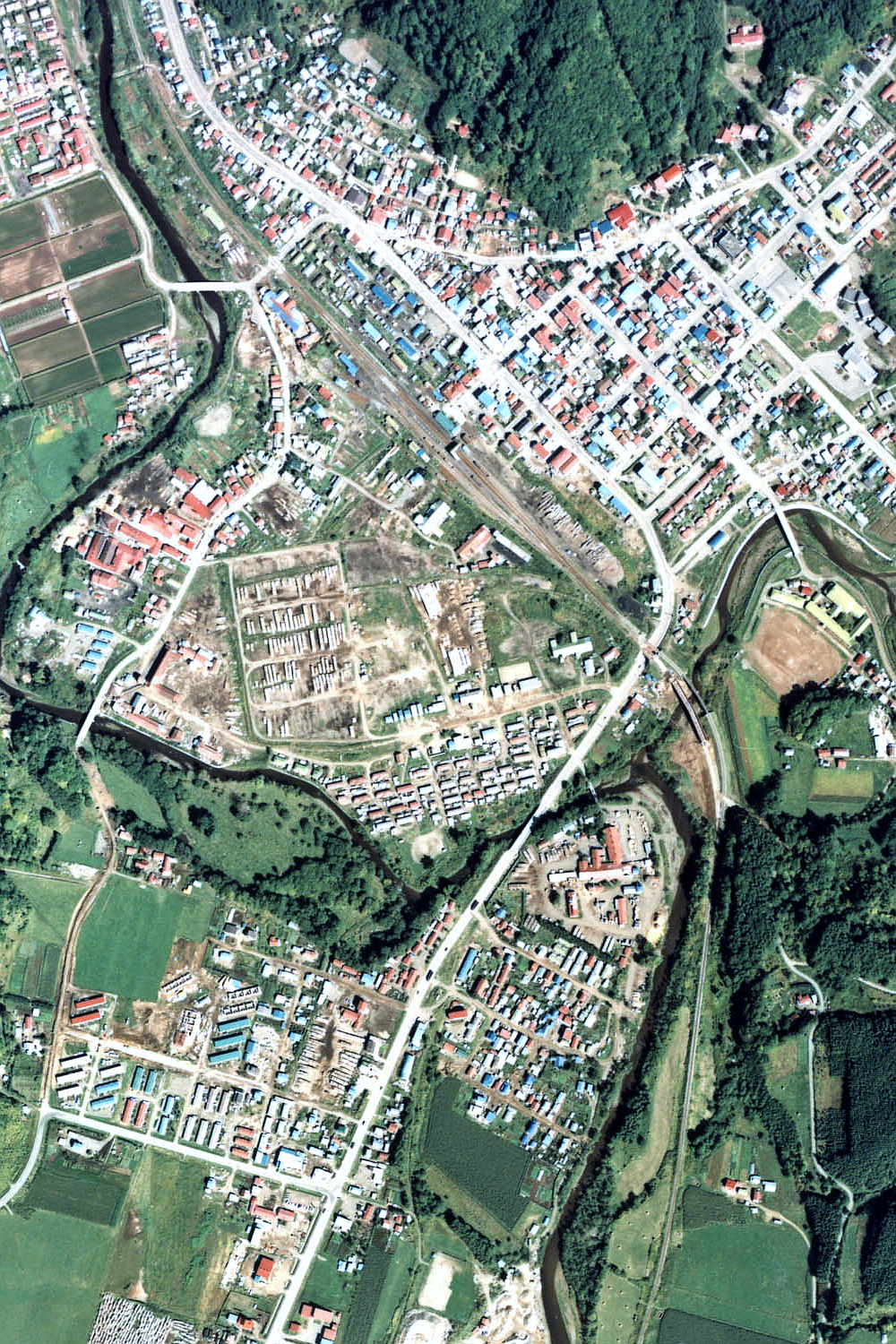
Luftansicht (1977)

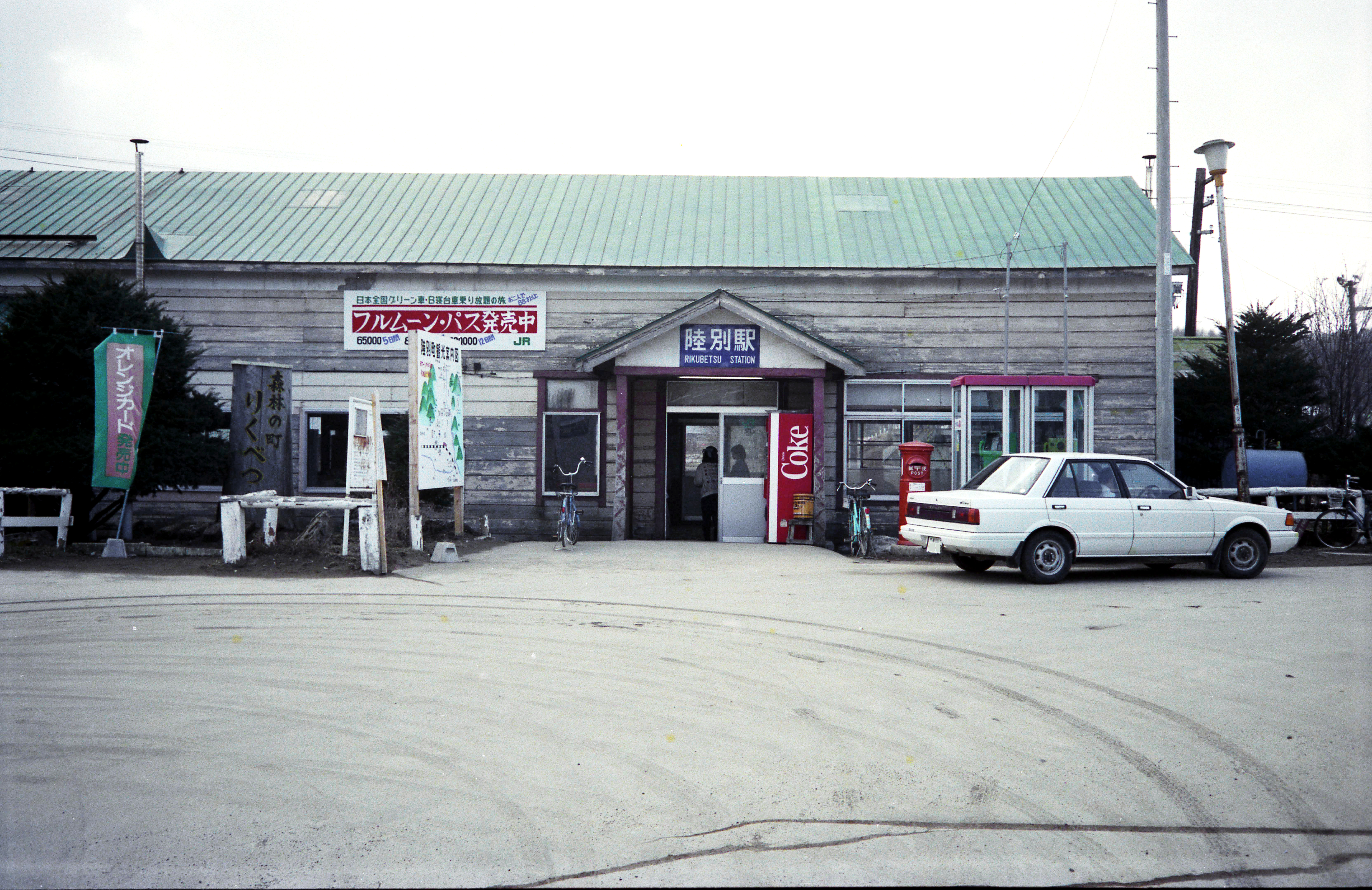
Empfangsgebäude (März 1989)

Das Eisenbahnamt (das spätere Eisenbahnministerium) eröffnete den Bahnhof am 22. September 1910, zusammen mit dem ersten Abschnitt der Abashiri-Linie von Kitami her. Der Bahnhof hieß damals Rikunbetsu (淕別) und war etwas mehr als ein Jahr lang die südliche Endstation. Mit der Eröffnung des nachfolgenden Abschnitts nach Ikeda am 25. September 1911 war der Streckenbau vollendet. Ab 1912 trug die Abashiri-Linie die Bezeichnung Abashiri-Hauptlinie. Das Empfangsgebäude brannte am 7. April 1914 nieder und wurde im darauf folgenden Jahr ersetzt.
1922 begann der Bau zweier Waldbahnen, um die Forstwirtschaft in den umliegenden Wäldern zu fördern. Die Stammstrecken der Rikubetsu-Waldbahn (18,9 km) und der Toman-Waldbahn (18,1 km) wurden beide 1925 eröffnet. In den folgenden Jahren kam mehrere Zweigstrecken hinzu, die eine Gesamtlänge von mehr als 30 km aufwiesen. 1953 legte die staatliche Forstverwaltung die Rikubetsu-Waldbahn zugunsten neu errichteter Straßen still, 1965 auch die Toman-Waldbahn.
Am 20. November 1949 benannte die Japanische Staatsbahn den Bahnhof in Rikubetsu um und stattete diesen vier Jahre später mit einer Überführung aus. 1961 erfolgte die Umbenennung der Abashiri-Hauptlinie in Chikoho-Linie. Aus Kostengründen stellte die Japanische Staatsbahn am 10. September 1982 den Güterumschlag ein, am 1. Februar 1984 auch die Gepäckaufgabe. Im Rahmen der Staatsbahnprivatisierung ging der Bahnhof am 1. April 1987 in den Besitz von JR Hokkaido über. Die lokale Privatbahngesellschaft Hokkaidō Chihoku Kōgen Tetsudō übernahm die Strecke am 4. Juni 1989 und benannte sie in Furusato-Ginga-Linie um. Ab 1991 bot sie Schnellzüge zwischen Kitami und Obihiro an, die auch in Rikubetsu hielten.
Ab August 2000 diente das Empfangsgebäude zusätzlich als Raststätte. Die Hokkaidō Chihoku Kōgen Tetsudō gab den Bahnbetrieb auf und legte die Furusato-Ginga-Linie am 21. April 2006 still, während der Raststättenbetrieb bestehen blieb. Fast genau zwei Jahre später, am 20. April 2008, wurde das Eisenbahnmuseum eröffnet.